# Столна (Клуж)
Столна (рум. Stolna) насеље је у Румунији у округу Клуж у општини Савадисла. Oпштина се налази на надморској висини од 478 m.

## Становништво
Према подацима из 2002. године у насељу је живело 221 становника, од којих су сви румунске националности.